# Amos Milburn
Amos Milburn (* 1. April 1927 in Houston, Texas; † 3. Januar 1980 ebenda) war ein US-amerikanischer Boogie-Pianist und Sänger, der vor allem um 1950 herum erfolgreich war. Er gilt als Wegbereiter des Rock ’n’ Roll und beeinflusste zahlreiche Musiker, allen voran Fats Domino.

## Biografie
Geboren in Houston als eines von 13 Geschwistern, spielte Milburn bereits mit 5 Jahren auf dem Klavier. Nach seinem Militärdienst während des Zweiten Weltkriegs, zu dem er sich mit 15 gemeldet hatte, trat er in Houston mit einer 16-köpfigen Band auf. 1946 machte er in Los Angeles seine ersten Aufnahmen. 1949 wurden „Hold Me Baby“,„Bewildered“ und „Chicken Shack Boogie“ seine ersten größeren Hits in den R&B Charts.
Milburn wurde einer der angesagtesten Musiker in Los Angeles. Zu seinen größten Erfolgen zählen u. a. „One Scotch, One Bourbon, One Beer“, „Bad, Bad, Whiskey“, „Thinking and Drinking“ und „Trouble in Mind“. Er ging auf Tour, zunächst mit seiner Band, später solo. Zeitweise begleitete er den Bluesmusiker Charles Brown.
1956 kehrte Milburn nach Houston zurück, doch der Erfolg ließ nach. Dennoch blieb er weiterhin im Musikgeschäft aktiv. 1960 brachte er das swingende Weihnachtsalbum Christmas (Comes but Once a Year) heraus. 1962 erschienen Neuaufnahmen seiner alten Hits, bei denen auch Stevie Wonder mitwirkte.
1972 machte Milburn mit Johnny Otis seine letzte Aufnahme. Da er nach einem Schlaganfall linksseitig gelähmt war, musste Otis für ihn die linke Hand auf dem Klavier spielen. Nach einem zweiten Schlaganfall wurde ihm ein Bein amputiert. Wenig später starb Amos Milburn 1980 nach einem dritten Schlaganfall im Alter von 52 Jahren.
2010 wurde er in die Blues Hall of Fame der Blues Foundation aufgenommen.

## Diskografie (Auswahl)

### Singles
- Amos Blues (1946)
- Down the Road a Piece (1947)
- Chicken Shack Boogie (1948)
- A&M Blues (1948)
- Bewildered (1948)
- Bad, Bad, Whiskey (1950)
- Thinkin' And Drinkin (1952) – Autor Rudy Toombs
- Let Me Go Home, Whiskey (1953) – Autor Shifty Henry
- One Scotch, One Bourbon, One Beer (1953) – Autor ebenfalls Rudy Toombs

### Alben
- Rockin' The Boogie (1955)
- Let's Have A Party (1957)
- Amos Milburn Sings The Blues (1958)
- Christmas (Comes but Once a Year) (1960)
- The Return of Blues Boss (1963)
- The Complete Aladdin Recordings of Amos Milburn (Aladdin, mit Eddie Chamblee)
- Blues, Barrelhouse And Boogie Woogie 1946–1955